# Kewpie (drag queen)
Kewpie (1942-2012) fue una drag queen y peluquera sudafricana. Ella era una persona de género fluido que prefería los pronombres femeninos. Kewpie trabajó como peluquera en el Distrito Seis y su salón se convirtió en el centro de la comunidad queer y drag. Actuó bajo el nombre artístico de Capucine. La gran colección de fotografías de Kewpie es propiedad de Gay and Lesbian Memory in Action (GALA) y documenta la vida queer durante el apartheid.

## Biografía
Kewpie nació en el Distrito Seis en 1942. Era una de seis hermanos, pero solo ella y su hermano, Trevor y su hermana Ursula, vivieron hasta convertirse en adultos. Comenzó a tomar lecciones de ballet en la Universidad de Ciudad del Cabo cuando tenía 14 años. Le ofrecieron la oportunidad de bailar en el extranjero, pero su padre rechazó la oferta, lo que provocó una ruptura en su relación. Sin embargo, su padre finalmente ayudó a Kewpie a conseguir un trabajo como peluquera e incluso le compró su salón.
El salón se convirtió en un lugar donde la comunidad queer podía reunirse y realizar espectáculos de drag de forma segura o "conciertos de Moffie". Kewpie actuó bajo el nombre de Capucine. Ella veía su identidad de género como fluida, aunque con mayor frecuencia usaba pronombres femeninos. La familia de su pareja, Brian Armino, consideraba a Kewpie una mujer y la trataba como tal.
En la década de 1960, la familia de Kewpie se mudó fuera del Distrito Seis. Cuando hubo traslados forzosos de personas en el distrito en 1968, Kewpie se negó a mudarse y se mudó con amigos. Más tarde abrió un nuevo salón, Salon Kewpie, en Kensington.
Más adelante en su vida, su hermana, Ursula, llevó a Kewpie a su casa. Kewpie tenía cáncer de garganta y le extirparon la tráquea. Después de esa operación, Ursula ayudó a Kewpie a ingresar en una casa de retiro. Kewpie continuó cortando el pelo en la casa para los demás residentes.
Kewpie murió en Kensington en 2012. Su legado sigue vivo como una colección de alrededor de 700 fotografías que representan la vida queer< durante el apartheid en Sudáfrica y que están al cuidado de la Gay and Lesbian Memory in Action (GALA). Kewpie había entregado por primera vez sus fotografías bien documentadas y etiquetadas a GALA en 1999. En 2018, se inauguró una exposición de las fotografías en el contexto de la historia de su vida en el Museo del Distrito Seis.